# یواس‌اس ایمپتوس (پی‌وای‌سی-۴۶)
یواس‌اس ایمپتوس (پی‌وای‌سی-۴۶) (به انگلیسی: USS Impetuous (PYc-46)) یک کشتی بود که طول آن ۱۲۰ فوت (۳۷ متر) بود. این کشتی در سال ۱۹۱۵ ساخته شد.